# Rybnica (województwo świętokrzyskie)
Rybnica – wieś w Polsce położona w województwie świętokrzyskim, w powiecie sandomierskim, w gminie Klimontów.
W latach 1975–1998 miejscowość położona była w województwie tarnobrzeskim.
Miejscowość znajduje się na odnowionej trasie Małopolskiej Drogi św. Jakuba z Sandomierza do Tyńca, która to jest odzwierciedleniem dawnej średniowiecznej drogi do Santiago de Compostela. Miejscowość jest także punktem połączenia odnogi Małopolskiej Drogi z Tarnobrzega, przez Koprzywnicę i Sulisławice.

## Historia
20 października 1863 stoczona została bitwa pod Rybnicą pomiędzy oddziałem powstańców styczniowych pod dowództwem pułkownika Dionizego Czachowskiego z oddziałami rosyjskimi pod dowództwem majora Czuti.
Siły powstańcze: 650 piechoty i jazdy.
Siły rosyjskie: 500 dragonów i piechoty.
W wyniku bitwy oddział rosyjski został rozbity.
Według spisu powszechnego z roku 1921 liczba mieszkańców Rybnicy wynosiła:
– wieś Rybnica – 15 domów i 121 mieszkańców,
– osada młyńska Rybnica – 2 domy i 21 mieszkańców, w tym 10 wyznania mojżeszowego,
– folwark Rybnica Bukówka – 1 dom i 20 mieszkańców, w tym 8 wyznania mojżeszowego.
Około 1929 roku we wsi Rybnica istniał tartak i młyn do mielenia gipsu.
W lipcu 1944 r. w trakcie Akcji „Burza” we wsi kwaterowała 4 kompania 2 Pułku Piechoty Legionów AK utworzona z oddziału partyzanckiego Jędrusie.

## Zabytki
Mogiła żołnierzy poległych w bitwie pod Rybnicą w 1863 r., wpisana do rejestru zabytków nieruchomych (nr rej.: A.688 z 24.05.1993).